# 蒙古国电视
蒙古国的电视事业始于1967年。如今除公营的蒙古国家公共广播电视台（MNB）外，蒙古国还有为数众多的民营电视台。据统计，截至2016年，蒙古国共有149家电视台。

## 简介
蒙古国历史上第一个电视台——蒙古国家电视台（后并入MNB）于1965年开始筹建，1967年9月27日正式播出节目。当时蒙古国家电视台使用2频道（OIRT标准）播出自办节目，4频道转播苏联电视节目。最初蒙古国家电视台的所有节目都是现场直播，1971年12月起开始播出预先录制的纪录片与短片等节目。1981年，蒙古国家电视台彩色电视节目开播。1991年，蒙古国家电视台开始通过通讯卫星播出，这使得该台的节目真正地覆盖了蒙古国全境。2006年，蒙古国通过法律，将MNB改组为公共广播机构。
1990年蒙古革命之后，蒙古国开始出现民营电视台。如今蒙古国拥有为数众多的民营电视台，其中规模较大的有乌兰巴托广播电视台（UBS）、“鹰”电视台（Eagle NEWS）等。1995年8月，中蒙合资的“桑斯尔有线电视公司”成立，这是蒙古国第一家有线电视运营商。如今在蒙古国，观众可以通过地面电视、有线电视和卫星电视收看到蒙古国内和国外为数众多的电视频道。

## 技术规格
蒙古国的模拟电视采用SECAM-D制式（模拟电视已于2015年10月5日停播），数字电视采用DVB-T2制式。另外，蒙古国在电视数字化和高清化方面高出世界平均水平，截至2016年，在首都乌兰巴托播出的本国电视频道大多已实现高清化。